# شهدطوطی سیاه
شهدطوطی سیاه (نام علمی: Chalcopsitta atra) نام یک گونه از سرده برنزی‌طوطی‌ها است. فهرست فهرست سرخ آی‌یوسی‌ان شهدطوطی سیاه در طبقه‌بندی کمترین نگرانی ارزیابی شده‌است.

## ویژگی‌ها
شهدطوطی سیاه ۳۲ سانتی‌متر (۱۲٬۵ اینچ) است و نوک سیاهی دارد. پرهای این طوطی عمدتاً به رنگ سیاه و آبی است. نقطه‌های قرمز روی صورت، ران، و دم بین سه گونه از این طوطی متفاوت است. هردو جنس طوطی سرخ‌شاه‌پر در ظاهر بیرونی مشابه هستند.

## نگارخانه

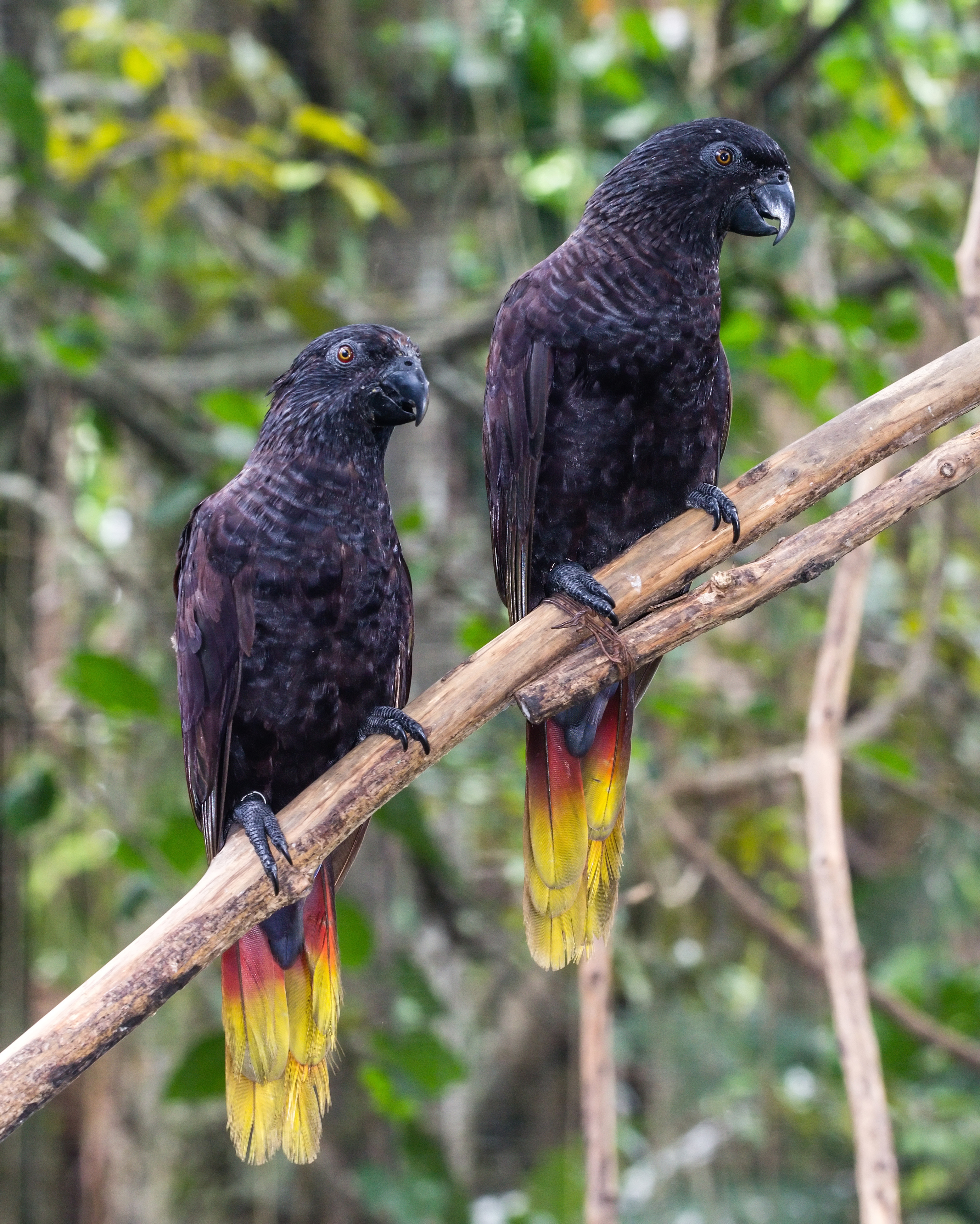
تصویری از شهدطوطی سیاه در باغ‌وحش گمبیرا لوکا